# Rieden (bei Kaufbeuren)

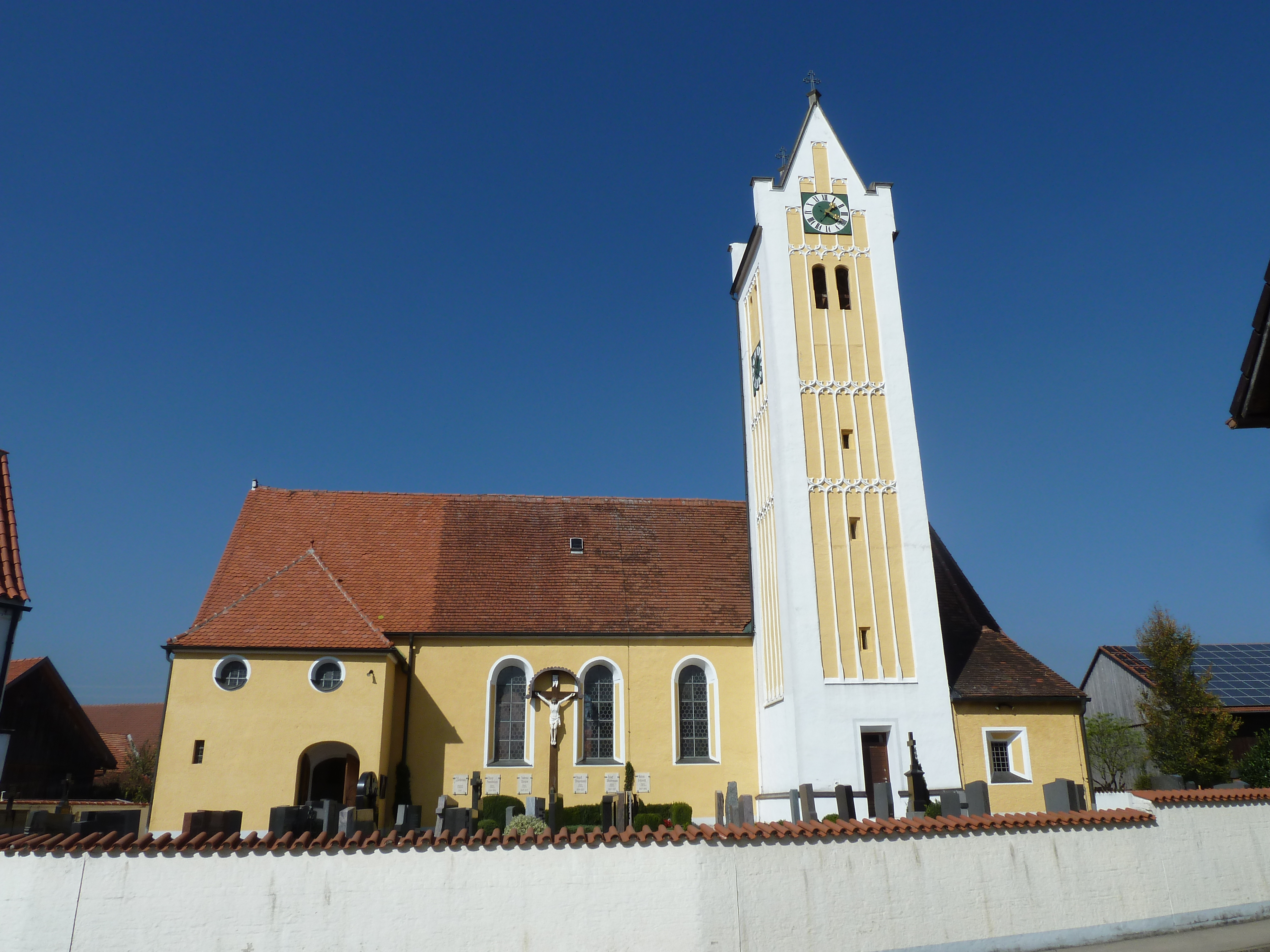
Pfarrkirche St. Martin von Tours

Rieden ist eine Gemeinde im schwäbischen Landkreis Ostallgäu. Die Gemeinde ist Mitglied der Verwaltungsgemeinschaft Pforzen.

## Geografie
Die Gemeinde liegt am Rand des Allgäus.
Es gibt die Gemarkung Rieden und zwei Gemeindeteile (in Klammern ist der Siedlungstyp angegeben):
- Rieden (Pfarrdorf)
- Zellerberg (Pfarrdorf)

## Geschichte

### Bis zur Gemeindegründung
Die erste urkundliche Erwähnung von Rieden stammt aus dem Jahr 1242. Rieden gehörte zur Reichsabtei Irsee. Honorius Grieninger, Abt von 1784 bis 1802, errichtete 1793 das Schloss in Rieden. Während seiner Herrschaft wurde Rieden wieder selbstständige Pfarrei. Mit dem Reichsdeputationshauptschluss von 1803 kam der Ort zu Bayern. Im Zuge der Verwaltungsreformen in Bayern entstand mit dem Gemeindeedikt von 1818 die heutige Gemeinde.

### Einwohnerentwicklung
Von 1988 bis 2008 verlor Rieden 153 bzw. etwa elf Prozent seiner Einwohner. Der Trend setzte sich fort: als einzige Gemeinde im Landkreis Ostallgäu verlor Rieden zwischen 1988 und 2018 Einwohner, nämlich 184 von 1455 auf 1271 bzw. 12,7%.
| Jahr | Einwohner |
| ---- | --------- |
| 1840 | 229       |
| 1900 | 383       |
| 1939 | 336       |
| 1950 | 619       |
| 1961 | 1043      |
| 1970 | 1442      |
| 1987 | 1431      |
| 1991 | 1479      |
| 1993 | 1466      |
| 1995 | 1400      |

| Jahr | Einwohner |
| ---- | --------- |
| 1997 | 1369      |
| 1998 | 1377      |
| 1999 | 1390      |
| 2000 | 1375      |
| 2001 | 1383      |
| 2002 | 1381      |
| 2003 | 1366      |
| 2004 | 1339      |
| 2005 | 1343      |
| 2006 | 1323      |

| Jahr | Einwohner |
| ---- | --------- |
| 2007 | 1318      |
| 2008 | 1302      |
| 2009 | 1294      |
| 2010 | 1265      |
| 2011 | 1345      |
| 2012 | 1321      |
| 2013 | 1323      |
| 2014 | 1324      |
| 2015 | 1305      |
| 2016 | 1291      |

| Jahr | Einwohner |
| ---- | --------- |
| 2017 | 1298      |
| 2018 | 1271      |
| 2019 | 1302      |
| 2020 | 1331      |

Quelle: BayLSt

## Politik

### Bürgermeisterin
Erster Bürgermeister war bis 2014 Ludwig Landwehr (Freie Wählergemeinschaft). Ludwig Landwehr stellte sich nicht mehr zur Wiederwahl.
Zur Nachfolgerin wurde am 1. Mai 2014 Inge Weiß (gemeinsamer Wahlvorschlag freier Wählergruppen) gewählt. Diese wurde am 15. März 2020 mit 95,5 % der Stimmen für weitere sechs Jahre bestätigt.

### Gemeinderat
Für die Wahl am 15. März 2020 lag nur der gemeinsame Wahlvorschlag von Freier Wählervereinigung Zellerberg, Freier Wählergemeinschaft Rieden-Zellerberg und Junger Wählergemeinschaft Rieden-Zellerberg mit 20 Bewerbern vor. Die zwölf Bewerber dieses Wahlvorschlages mit den höchsten Stimmenzahlen bilden für Mai 2020 bis April 2026 zusammen mit der Bürgermeisterin den Gemeinderat. Die Wahlbeteiligung lag bei 65,6 %.

### Wappen
| Wappen der Gemeinde Rieden | Blasonierung: „Durch einen silbernen Wellenbalken geteilt von Rot und Blau; oben eine silberne Taube, die einen silbernen Zweig im Schnabel hält, unten ein halbes silbernes Mühlrad.“ |
| Wappen der Gemeinde Rieden | Das Wappen wird seit 1979 geführt. |

## Kultur und Sehenswürdigkeiten

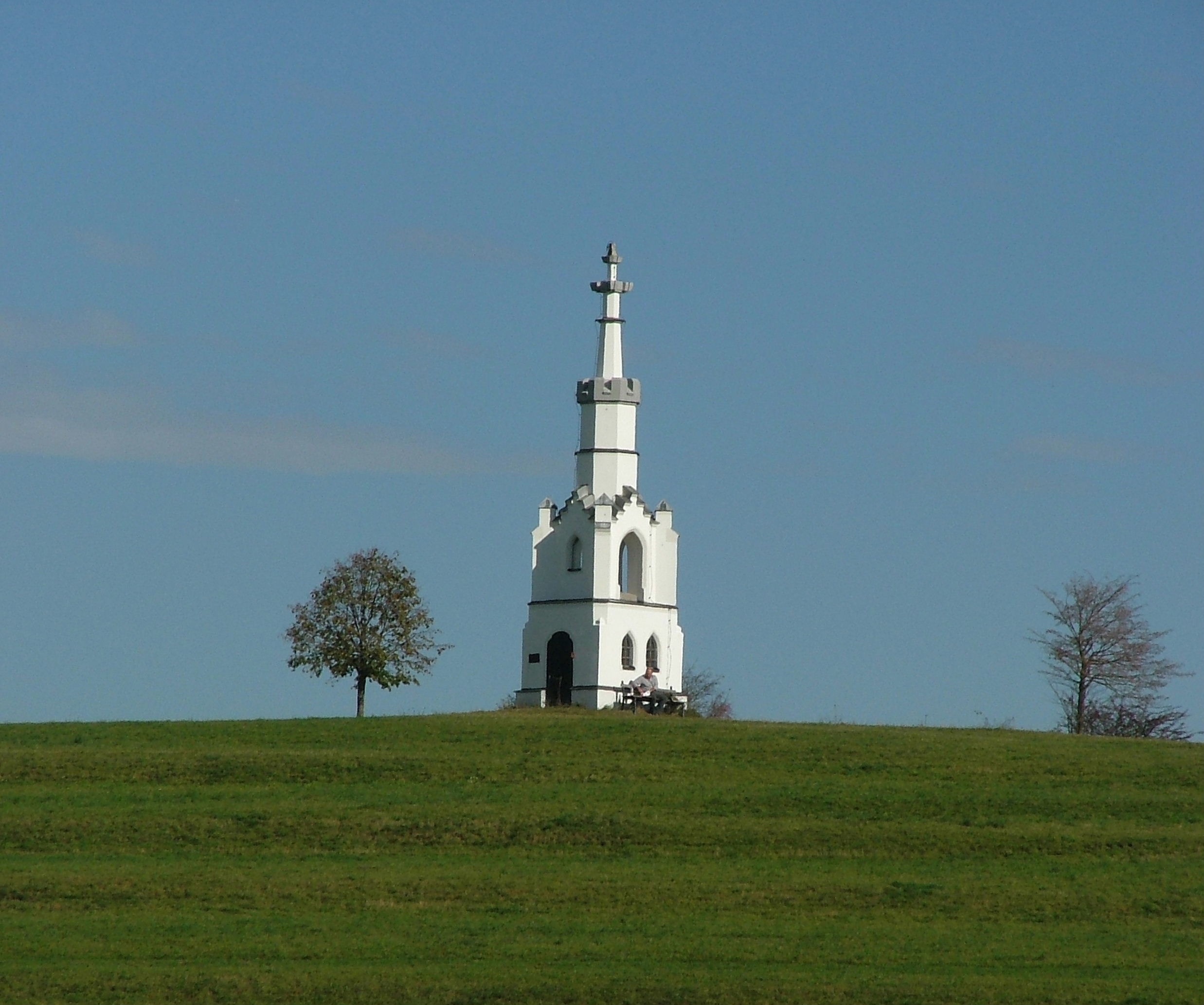
Ridmonument

Das Ridmonument ist eine turmartige, quadratische Marienkapelle, die 1884 aus dem Erlös aus der Zwangsabtretung von Grund für den Bahnbau auf dem Lindenberg, vom Gutsbesitzer Johann Martin Rid errichtet wurde.

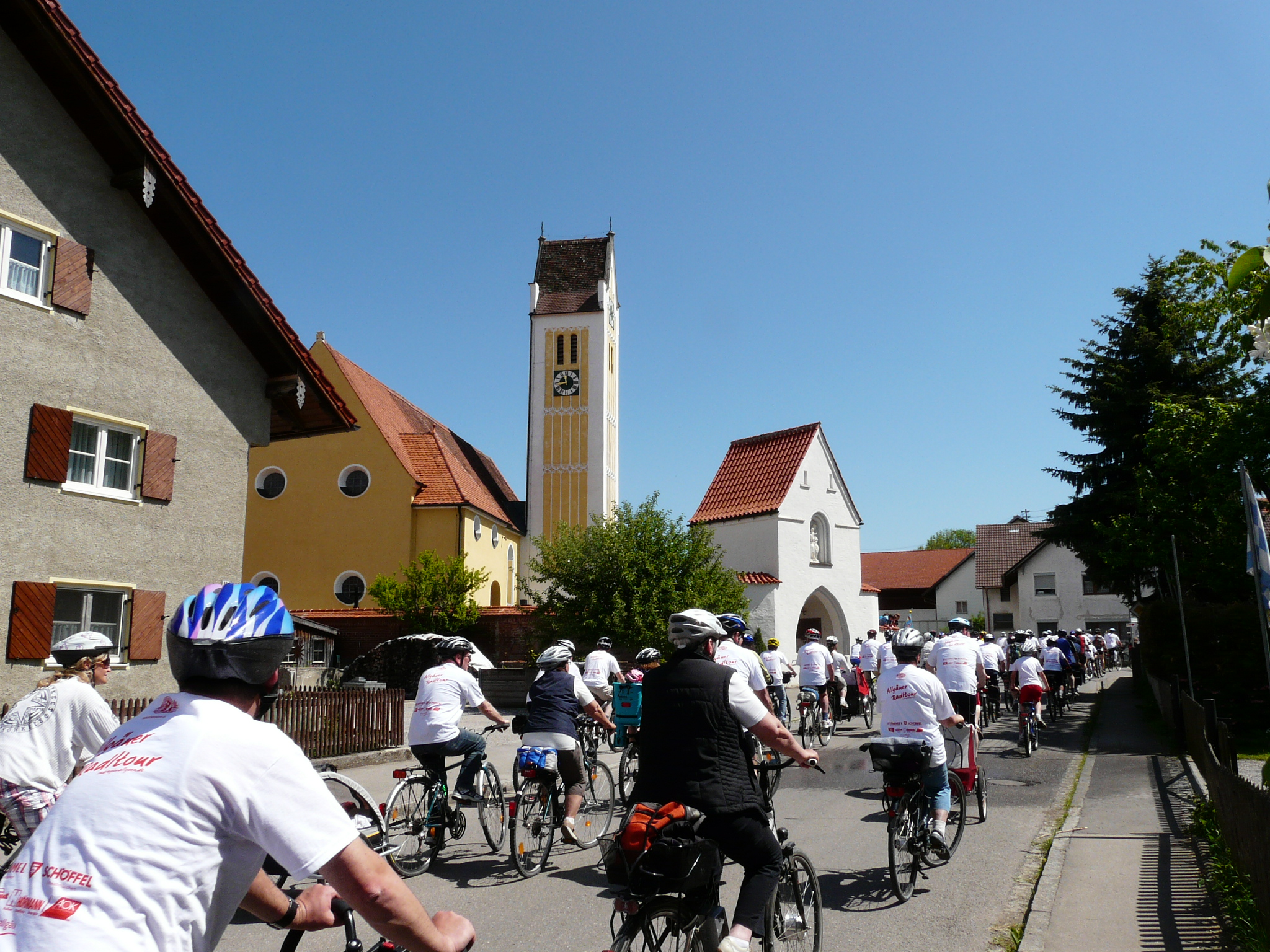
Allgäuer Radltour 2012 in Rieden
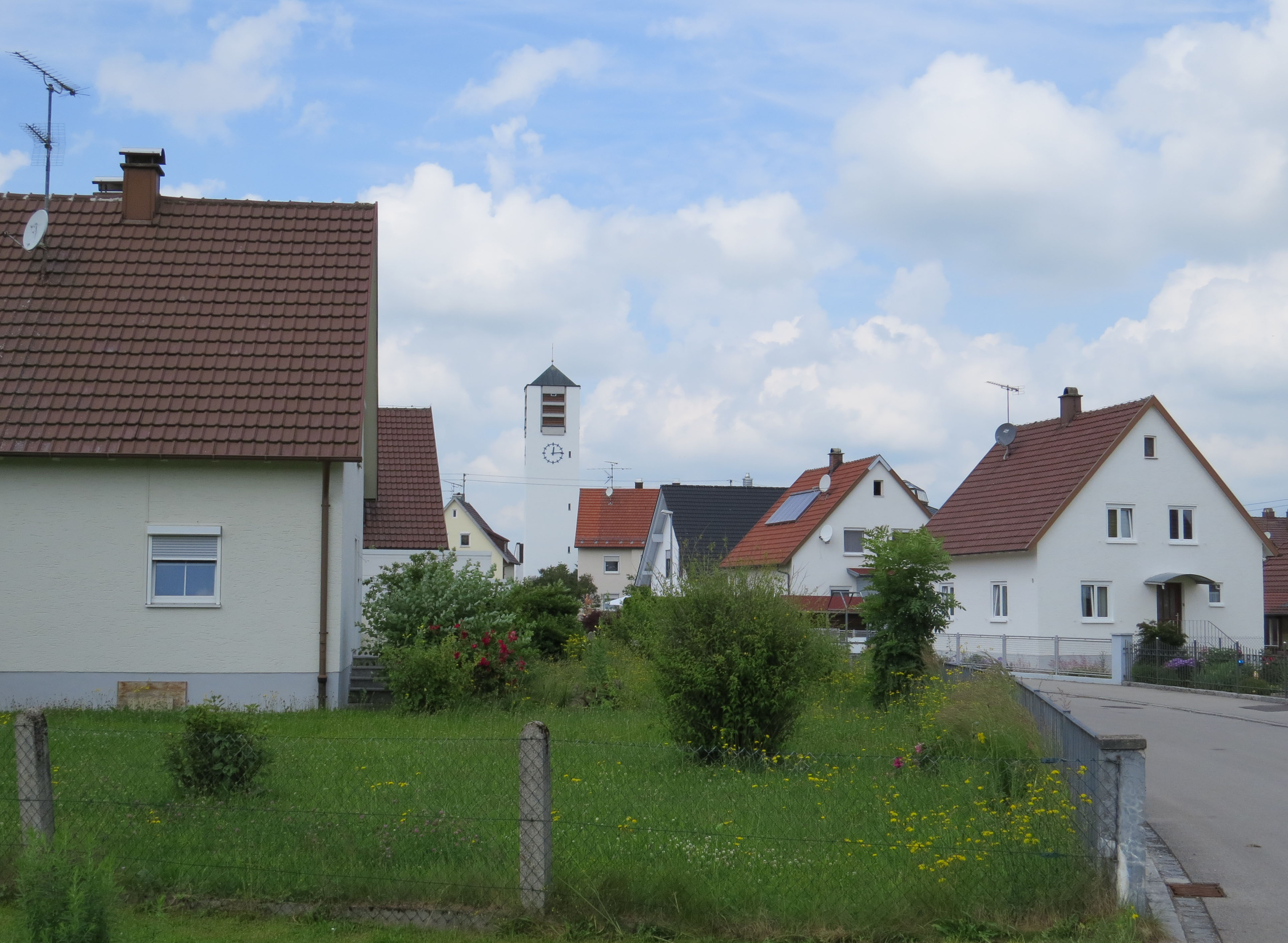
Zellerberg

## Wirtschaft und Infrastruktur

### Wirtschaft einschließlich Land- und Forstwirtschaft
Es gab im Jahr 2020 nach der amtlichen Statistik 136 sozialversicherungspflichtig Beschäftigte am Arbeitsort. Sozialversicherungspflichtig Beschäftigte am Wohnort gab es insgesamt 555. Im verarbeitenden Gewerbe gab es keinen, im Bauhauptgewerbe einen Betrieb. Zudem bestanden im Jahr 2016 zwölf landwirtschaftliche Betriebe mit einer landwirtschaftlich genutzten Fläche von 550 ha, davon waren 234 ha Ackerfläche und 315 ha Dauergrünfläche.

### Bildung
Es gibt folgende Einrichtung (Stand: 2021):
- eine Kindertageseinrichtung: 90 Kindergartenplätze mit 82 Kindern

Die Volksschule (1999 mit acht Lehrern und 136 Schülern) ist seit dem Schuljahr 2007/08 geschlossen.